# Ángel Manuel Soto
Ángel Manuel Soto (San Juan, 28 gennaio 1983) è un regista portoricano.

## Biografia
Originario del barrio di Santurce a San Juan, Soto ha cominciato da produttore televisivo e lavorando nella pubblicità, per poi scrivere e dirigere cortometraggi negli anni 2010.
Dopo che diverse sue opere erano state presentate a festival cinematografici tra cui il Tribeca Film Festival, è stato chiamato negli Stati Uniti a dirigere il suo primo film in lingua inglese, il drammatico Charm City Kings (2020), da un soggetto di Barry Jenkins e prodotto dalla Overbrook Entertainment di Will Smith: premiato al Sundance Film Festival, il film è uscito direttamente su HBO Max a causa della pandemia di COVID-19. Soto è stato quindi scelto dalla Warner Bros. come regista del film di supereroi Blue Beetle (2023), il primo film basato su personaggi dei fumetti DC Comics ad avere come protagonista un supereroe latinoamericano (Jaime Reyes / Blue Beetle).

## Filmografia

### Lungometraggi

#### Regista
- La granja (2015)
- Charm City Kings (2020)
- Blue Beetle (2023)

#### Sceneggiatore
- La granja (2015)